# توتر غاز الدم
توتر غاز الدم يشير إلى الضغط الجزئي للغازات في الدم, هناك عدة أهداف جلية لقياس غاز الدم, ضغط الغاز الأشيع قياساً في الدم هو ضغط الأوكسجين ,(PxO2). وضغط ثنائي أكسيد الكربون (PxCO2)  و غاز أول أكسيد الكربون(PxCO).
.
إن العامل x المتواجد في كل رمز من الرموز السابقة يستبدل بحسب مصدر الغاز المجرى منه التحليل, بمعنى أن (a) سترمز للشريان, و (A) سترمز للأسناخ, (v) وريدي, و(c) شعري.

## ضغط الأكسجين
ضغط الأوكسجين في الدم الشرياني (طبيعي).
PaO2 ـ الضغط الجزئي للأوكسجين في مستوى سطح البحر يساوي (765 ميلليمتر زئبق ) في الدم الشرياني هي مابين 75-100 ملم زئبق.
ضغط الأوكسجين في الدم الوريدي (طبيعي).
PvO2 ـ الضغط الجزئي للأوكسجين في مستوى سطح البحر هو ما بين 30-40 ملم زئبق.

## ضغط ثاني أكسيد الكربون
يتم إنتاج غاز ثاني أكسيد الكربون باستقلاب الطعام وبالتراكيز العالية سيؤدي لتأثيرات سمية مثل الزلة التنفسية , الحُماض , وتغيم في الوعي.
ضغط ثاني أكسيد الكربون الشرياني
PaCO2 — إن الضغط الجزئي لثاني أكسيد الكربون على مستوى سطح البحر(765 ملم زئبق) في الدم الشرياني هو مابين 
35-45 ملم زئبق.
ضغط ثاني أكسيد الكربون الوريدي
PvCO2 — الضغط الجزئي لثاني أكسيد الكربون على مستوى سطح البحر في الدم الوريدي مابين 40-50 ملم زئبق.

## ضغط أول أكسيد الكربون
ضغط أول أكسيد الكربون الشرياني( الطبيعي)
PaCO — الضغط الجزئي لغاز أول أوكسيد الكربون (CO) على مستوى سطح البحر (765ممز) في الدم الشرياني هو حوالي 0,02 . 
من الممكن أن تكون أكثر في لدى المدخنين والناس الساكنين في المناطق المدنية المكتظة.

## الأهمية
إن الضغط الجزئي لأي غاز في الدم هو ذو أهمية لأنه مرتبط مباشرة مع التهوية و الأكسجة.
وعند استخدام ال PaCo2 بالتوازي مع حموضة الدم (أس هيدروجيني) , البيكربونات وحمض اللبن , ستعطي جميعها معلومات مهمة للطبيب الممارس عن نوعية التداخلات اللازمة الواجب القيام بها.

## كمية الأوكسجين
{\displaystyle C_{a}O_{2}=1.36*Hgb*{\frac {S_{a}O_{2}}{100}}+0.0031*P_{a}O_{2}}
الثابت 1,36 هو كمية الأوكسجين( امل في ضغط الجوي 1) المرتبط بغرام من الخضاب..
إن القيمة الحقيقية لهذا الثابت تتراوح بين 1,34 و 1,39. حسب المرجع والطريقة المستخرجة بها.
الثابت 0,0031 تمثل كمية الأوكسجين المنحلة بالمصورة,
إن مسمى الدم المنحل في المصورة عموماً هو تابع صغير للأوكسجين المرتبط بالخضاب. ولكنة يصبح ذو أهمية و دلالة عالية في ضغط الأوكسجين الشرياني الجزئي المرتفع(PaO2 ) كما هو الحال في المقصورات عالية الضغط, أو في فقر الدم الشديد.

## إشباع الأوكسجين
{\displaystyle SO_{2}=({\frac {23,400}{pO_{2}^{3}+150pO_{2}}}+1)^{-1}}
هذا حساب تقديري, ولكن لا يأخذ في الحسبان الاختلافات في درجة الحرارة ودرجة الحموضة وتركيز 2،3 DPG.